# گابریلوو (استان اشوی‌داشکسیه)
گابریلوو (به لهستانی: Gabrielów) یک منطقهٔ مسکونی در لهستان است که در گمینا ستسمین واقع شده‌است.